# Ramon d'Abadal i de Vinyals
Ramon d'Abadal i de Vinyals (Vic, 1 d'octubre de 1888 - Barcelona, 17 de gener de 1970) va ser un historiador i polític català.

## Família
Ramon d'Abadal és fill de Joaquim Abadal i nebot del també polític Ramon d'Abadal i Calderó. Alhora, és cosí germà de Lluís Vila i d'Abadal i oncle valencià de Marià Vila d'Abadal.

## Militància política
S'implicà en política en afiliar-se a la Lliga Regionalista, partit del qual el seu oncle, Ramon d'Abadal i Calderó, era president i de la qual va ser diputat per Vic el 1917 i el 1921.
El 1922, va marxar de la Lliga per fundar Acció Catalana, més centrista; però, després de la dictadura, el fracàs de la formació a les eleccions municipals de 1931 el feu retornar al partit originari. Allí va dirigir el periòdic del partit, La Veu de Catalunya.
Durant la Guerra civil, es va exiliar a la Itàlia feixista, com el seu oncle. Després, quan en va tornar el 1939, no va tornar a implicar-se en política a causa del nou règim dictatorial. Tanmateix, és cert que formà part del consell privat de Joan de Borbó. També va ser membre de l'Institut d'Estudis Catalans i de l'Acadèmia de Bones Lletres de Barcelona.

## Recerca històrica
A Barcelona, va estudiar dret i història alhora entre 1905 i 1913, i després anà a fer el doctorat a Madrid (aleshores, l'únic lloc possible de tot Espanya). Posteriorment, va continuar estudiant a París. Influenciat per l'historiador Josep Calmette, va especialitzar-se en la història catalana de l'època carolíngia.
Tot i que la tasca política i l'economia familiar el mantingueren ocupat, mai va abandonar els seus treballs històrics. Aquests es van centrar en el període comtal català i els seus antecedents. L'any 1913, publicà amb Ferran Valls i Taberner els Usatges. El 1914, va dur a terme la tesi sobre Les Partides a Catalunya, que li valgué el doctorat. Amb l'inici de la dictadura de Franco, es va unir a la iniciativa de Puig i Cadafalch per recompondre l'Institut d'Estudis Catalans en la clandestinitat. El 1948, publicà la seva primera gran obra sobre la vida de l'abat Oliba. De l'obra Catalunya carolíngia, publicà Els diplomes carolingis a Catalunya (1926-1952) i Els comtats de Pallars i Ribagorça (1955) i deixà en curs de publicació avançada El domini carolingi a Catalunya (1971); el vuitè i darrer volum del projecte fou publicat el 2020 per l'Institut d'Estudis Catalans.
Tot i que el corrent neoromàntic era majoritari en l'escena historiogràfica mundial dels anys 20, 30 i 40, Ramon d'Abadal no era historiador d'aquesta tendència; ans al contrari: la seva recerca i les obres conseqüents foren fetes sempre des del positivisme i el realisme, i especialment amb l'anàlisi profunda de la documentació medieval de caràcter jurídic (testaments, contractes, vassallatges, etc.). Per aquest motiu, les seves obres tingueren l'acceptació dels nous investigadors emergents de tendència més empírica. En aquells temps, però, la majoria de la producció historiogràfica tendia més aviat a la construcció d'ideals nacionalistes.
Igualment, durant els anys 60, es va dedicar de la mateixa manera a advertir els nous corrents historiogràfics materialistes que començaven a imperar a Europa que no es podia reduir la història només als factors econòmics i socials. Va advocar sempre per la legitimitat de tots els punts de vista (científics, això sí), afirmant que es complementen entre si donant la visió d'un passat realista i complex com, de fet, havia estat. El 1963 fou nomenat doctor honoris causa per la Universitat de Tolosa de Llanguedoc, i el 19667 l'Académie des inscriptions et Belles Lettres el nomenà membre corresponent estranger.